# Алі Хасіф
Алі Хасіф (араб. علي خصيف, нар. 9 червня 1987, Абу-Дабі) — еміратський футболіст, воротар клубу «Аль-Джазіра» і національної збірної ОАЕ.
Чемпіон ОАЕ. Володар Кубка ОАЕ. Дворазовий володар Президента ОАЕ.

## Клубна кар'єра
У дорослому футболі дебютував 2008 року виступами за команду клубу «Аль-Джазіра», кольори якої захищає й донині.

## Виступи за збірні
У 2010 році залучався до складу молодіжної збірної ОАЕ. На молодіжному рівні зіграв у 7 офіційних матчах, пропустив 1 гол.
У 2012 році захищав кольори олімпійської збірної ОАЕ. У складі цієї команди провів 2 матчі, пропустив 5 голів. У складі збірної — учасник футбольного турніру на Олімпійських іграх 2012 року у Лондоні.
У 2009 році дебютував в офіційних матчах у складі національної збірної ОАЕ.
У складі збірної був учасником кубка Азії з футболу 2011 року у Катарі.

## Титули і досягнення
- Чемпіон ОАЕ (3):

«Аль-Джазіра»: 2010-11, 2016-17, 2020-21
- Володар Суперкубка ОАЕ (1):

«Аль-Джазіра»: 2021
- Володар Кубка ліги ОАЕ (1):

«Аль-Джазіра»: 2009-2010
- Володар Президента ОАЕ (3):

«Аль-Джазіра»: 2010-11, 2011-12, 2015-16
Збірні
- Срібний призер Азійських ігор: 2010
- Переможець Кубка націй Перської затоки: 2013